# Estadio Ben Hill Griffin

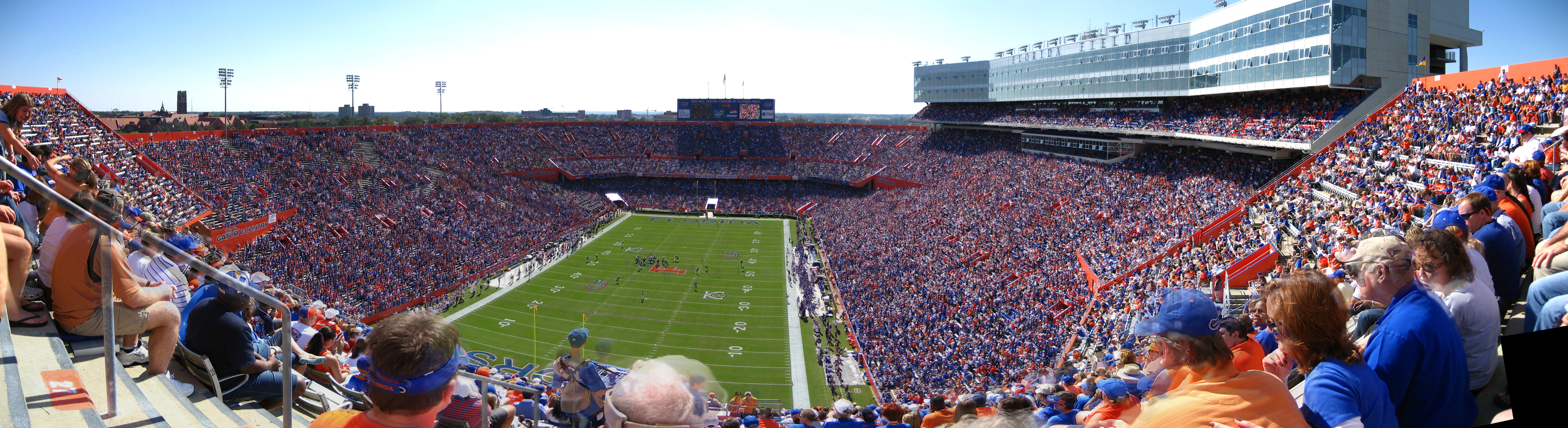
Panorámica del estadio.

El Ben Hill Griffin Stadium también conocido como "Swamp" (pantano) es un estadio de fútbol americano de la Universidad de Florida. Su equipo local es el equipo de fútbol americano de los Florida Gators ubicado en Gainesville, Florida, Estados Unidos, más precisamente en el Florida campus de la universidad. El estadio fue construido originalmente en 1930, y se ha ampliado en varias ocasiones, con varias mejoras desde entonces. Es además el vigesimosegundo estadio más grande del mundo, medido por su capacidad de asientos oficiales de 88 548, aunque la asistencia para los partidos de los Gators regularmente excede las 90 000 personas.